# Ofärd i huset bor
Ofärd i huset bor är en kriminalroman av Maria Lang (pseudonym för Dagmar Lange), utgiven första gången 1959 på bokförlaget Norstedts. Romanen har översatts till danska, norska, finska och franska.

## Handling
I ett vackert hus på Östermalm är hyresgästerna till vänster om porten trångbodda medan de till höger kan bre ut sig - något som inte alla är nöjda med. Efter en stöld på advokatkontoret som ryms i huset, börjar det skvallras och irritationen mellan hyresgästerna växer. Och en dag dyker polisen upp för att undersöka ett dödsfall ...

## Karaktärer
- Frank Schedin, portvakt (i teorin)
- Märta Schedin, portvakt (i praktiken)
- Aurore Rydefelt, advokatfru (kyrklig)
- Ivan Rydefelt, advokat (något mindre kyrklig)
- Jörgen Lööw, yngre advokat (absolut okyrklig)
- Doris Hellner, änkefru (med nerver)
- Peg Hellner, gymnasist (med skolleda)
- Bengt Olov Bogren, svensklärare (misslyckad)
- Harriet Bogren, språklärare (lyckad)
- Camilla Martin, sångerska (impulsiv och slarvig)
- Gudrun Assarsson, damfrisörska (blond och huslig)

Dessutom inrymmer huset en damfrisering och ett advokatkontor.